# Marina Beach
Marina Beach är en strand i Indien.   Den ligger i distriktet Chennai och delstaten Tamil Nadu, i den södra delen av landet, 1 800 km söder om huvudstaden New Delhi.